# Volksdorf (Nossendorf)
Volksdorf ist ein Ortsteil der vorpommerschen Gemeinde Nossendorf im Landkreis Mecklenburgische Seenplatte des Landes Mecklenburg-Vorpommern in Deutschland.

## Geographische Lage

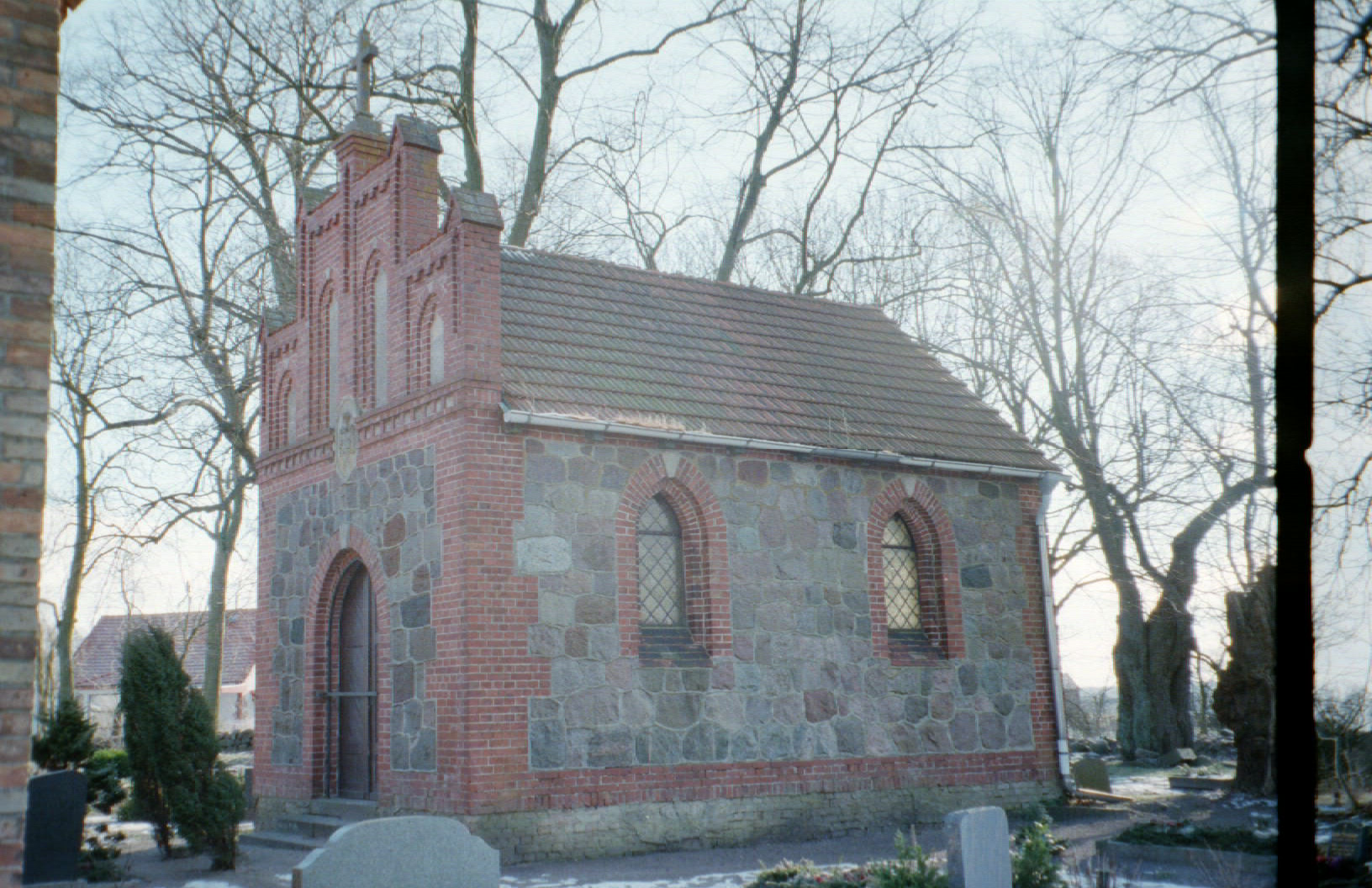
Kapelle Volksdorf

Volksdorf liegt im westlichen Teil der Gemeinde Nossendorf östlich des alten Grenzflusses Trebel. Das Dorf liegt somit im vorpommerschen Teil Mecklenburg-Vorpommerns. 1,5 km östlich liegt das Gemeindezentrum Nossendorf. Von hier führt die Kreisstraße durch Volksdorf in nordwestliche Richtung bis nach Annenhof.
Der Fluss Trebel fließt entlang der Ortsteile Annenhof, Nossendorf und Volksdorf. Sie ist die Grenze zwischen Mecklenburg und Vorpommern. Die Gemeinde befindet sich östlich der Trebel und somit im vorpommerschen Teil des Landes.

## Geschichte
Im Pommerschen Urkundenbuch wurde Volksdorf am 14. August 1292 erstmals erwähnt, als Bogislaw IV. es der Stadt Demmin zuwies. Im Dreißigjährigen Krieg wurde das Dorf zerstört. Bauernland musste zusammengelegt werden, da sehr viele Bauern flohen.
Im Jahr 1710 verkaufte die Stadt Demmin ihr Stadtgut Volksdorf, das nur noch acht Bauern beherbergte, an Julius von Hobe(n) aus Beestland. Durch Heirat der Sophie von Hobe gelangte Gut Volksdorf an die pommersche Adelsfamilie von Thun, an Joachim Matthäus von Thun, Holsteinscher Kammerjunker. Es folgte ihr Sohn Otto Christoph von Thun, dessen Ehefrau war Anna Juliane von Negendanck-Eggerstorff, der auch das Gut in Schlemmin besaß. Volksdorf wurde zunächst Nebengut von Schlemmin, so unter Joachim Friedrich von Thun. Dessen ältester Sohn Nicolas Philipp von Thun (1746–1825) erbte Volksdorf sowie weitere Güter, u. a. Pantlitz, wurde zuvor Kammerherr, Johanniterritter, Obrist und Präsident der Königlichen Regierung zu Stralsund. Da er unvermählt starb fielen seine Besitzungen an den jüngeren Bruder Carl Ludwig von Thun (1752–1838). Dieser war ebenso unverheiratet und vererbte den Besitz an die Kinder seiner Schwester, einer verwitweten Frau von Mecklenburg. Anna Dorothea von Thun, eine verehelichte Freifrau von Mecklenburg erhielt so 1824 durch Erbgang das alleinige Eigentum über das Gut und Dorf, bis zu ihrem Tod. 1834 trat eine Erbengemeinschaft ein, zu je ein Fünftel. Einer dieser Erben war Karl Friedrich von Mecklenburg, der als Offizier, Spekulant und Kunstsammler in Paris lebte und nach dessen Tod 1854 ein internationaler Erbstreit gerichtlich zur Entscheidung kam. Die briefadelige Familie von Mecklenburg verpachtete dann das Gut und dessen gutsherrliches Vorwerk. Gemeinsame Besitzer waren später Klaes Freiherr von Mecklenburg, seine Frau Helene Freifrau von Mecklenburg, geb. von Mecklenburg, sie lebte 1918 in Cannes, und ihre Tochter Anna von Mecklenburg, Konventualin in Kloster Dobbertin. Des Weiteren Mitinhaber war die schwedische Linie der Familie, Axel Freiherr von Mecklenburg (1840–1914). Gut Volksdorf hatte 1919 einen Umfang von 991 ha.
Das jetzige Gutshaus wurde im Jahre 1909 durch den Landbaumeister Ernst Backmeyer erbaut. In der Wirtschaftskrise 1929/1930 kam es zur Zwangsversteigerung von Dorf und Vorwerk, aus dem sich 1934 Annenhof herausbildete. Bei der Zwangsversteigerung 1928 erwarb Curt Flemming (1889–1954) aus Magdeburg das Gut.
Nach dem Zweiten Weltkrieg wurde der Gutsbesitzer durch die Bodenreform enteignet, um Neubauernstellen zu schaffen. Im Jahr 1953 gründete sich die Landwirtschaftliche Produktionsgenossenschaft „LPG 1. Mai“. Die Lehrlinge, die ab 1958 bei der LPG ausgebildet wurden, wohnten im ehemaligen Gutshaus, ehe die zentrale Lehrlingsausbildung in Demmin stattfand. Zwei Rinderställe wurden 1959, vier Schweine- sowie zwei Hühnerställe und ein Schafstall wurden 1961 errichtet, bevor sich 1972 die Abteilung der Pflanzenproduktion in Volksdorf herausbildete. Mit der Nossendorfer „LPG 7. Oktober“ vereinigte sich die Volksdorfer LPG zu einer großen LPG für Tierproduktion.

## Sehenswertes
- Kapelle St. Jacobus: Die Feldsteinkirche wurde Ende des 15. Jh. erbaut. Der Stufengiebel im Westen wurde nach 1850 im neugotischen Stil mit Ziegel aufgesetzt. Im Glockenstuhl befindet sich eine Glocke von Johann Heinrich Scheel aus Stettin aus dem Jahre 1753.
- Mausoleum der Familien von Thun-von Mecklenburg: Erbaut aus geschlagenen Feldsteinen durch die Familie von Anna Dorothea Freifrau von Mecklenburg, geb. von Thun, im 19. Jahrhundert.[9]